# Lijst van voetbalinterlands Letland - Noord-Ierland
Deze lijst van voetbalinterlands is een overzicht van alle officiële voetbalwedstrijden tussen de nationale teams van Letland en Noord-Ierland. De landen speelden tot op heden zeven keer tegen elkaar. De eerste ontmoeting, een kwalificatiewedstrijd voor het Wereldkampioenschap voetbal 1994, werd gespeeld in Riga op 2 juni 1993. Het laatste duel, een vriendschappelijke wedstrijd, vond plaats op 13 november 2015 in Belfast.

## Wedstrijden
| № | Plaats  | Datum            | Competitie           | Wedstrijd               | Uitslag |
| - | ------- | ---------------- | -------------------- | ----------------------- | ------- |
| 1 | Riga    | 2 juni 1993      | WK 1994 kwalificatie | Letland – Noord-Ierland | 1 – 2   |
| 2 | Belfast | 8 september 1993 | WK 1994 kwalificatie | Noord-Ierland – Letland | 2 – 0   |
| 3 | Riga    | 26 april 1995    | EK 1996 kwalificatie | Letland – Noord-Ierland | 0 – 1   |
| 4 | Belfast | 7 juni 1995      | EK 1996 kwalificatie | Noord-Ierland – Letland | 1 – 2   |
| 5 | Belfast | 11 oktober 2006  | EK 2008 kwalificatie | Noord-Ierland – Letland | 1 – 0   |
| 6 | Riga    | 8 september 2007 | EK 2008 kwalificatie | Letland – Noord-Ierland | 1 – 0   |
| 7 | Belfast | 13 november 2015 | Vriendschappelijk    | Noord-Ierland – Letland | 1 – 0   |

## Samenvatting
| Competitie        | Totaal gespeeld | Winst Letland | Gelijk | Winst Noord-Ierland | Doelsaldo Letland – Noord-Ierland |
| ----------------- | --------------- | ------------- | ------ | ------------------- | --------------------------------- |
| WK-kwalificatie   | 2               | 0             | 0      | 2                   | 1 − 4                             |
| EK-kwalificatie   | 4               | 2             | 0      | 2                   | 3 − 3                             |
| Vriendschappelijk | 1               | 0             | 0      | 1                   | 0 − 1                             |
| Totaal            | 7               | 2             | 0      | 5                   | 4 − 8                             |

## Details

### Eerste ontmoeting
| WK 1994 kwalificatie (Riga, Letland, 2 juni 1993): |       |                                   |
| Letland                                            | 1 – 2 | Noord-Ierland                     |
| Ainārs Linards 55'                                 | goals | 4' Jim Magilton 15' Gerry Taggart |

### Tweede ontmoeting
| WK 1994 kwalificatie (Belfast, Noord-Ierland, 8 september 1993): |       |         |
| Noord-Ierland                                                    | 2 – 0 | Letland |
| Jimmy Quinn 35' Phil Gray 80'                                    | goals |         |

### Derde ontmoeting
| EK 1996 kwalificatie (Riga, Letland, 26 april 1995): |       |                       |
| Letland                                              | 0 – 1 | Noord-Ierland         |
|                                                      | goals | 69' (pen.) Iain Dowie |

### Vierde ontmoeting
| EK 1996 kwalificatie (Belfast, Noord-Ierland, 7 juni 1995): |       |                                               |
| Noord-Ierland                                               | 1 – 2 | Letland                                       |
| Iain Dowie 44'                                              | goals | 59' Armands Zeiberliņš 62' Vitālijs Astafjevs |

### Vijfde ontmoeting
| EK 2008 kwalificatie (Belfast, Noord-Ierland, 11 oktober 2006): |       |         |
| Noord-Ierland                                                   | 1 – 0 | Letland |
| David Healy 35'                                                 | goals |         |

### Zesde ontmoeting
| EK 2008 kwalificatie (Riga, Letland, 8 september 2007): |       |               |
| Letland                                                 | 1 – 0 | Noord-Ierland |
| Chris Baird 56' (e.d.)                                  | goals |               |

LFF · A-internationals · Bondscoaches · Statistieken · Lets vrouwenelftal · Olympisch elftal · Letland U21 · Letland U20 · Letland U19 · Letland U18 · Letland U17 · Letland U16
1922 – 1929 ·
1930 – 1940 ·
1950 – 1989 · 
1990 – 1999 ·
2000 – 2009 ·
2010 – 2019 ·
2020 – 2029
EK 1996 · 
EK 2000 · 
EK 2004 · 
EK 2008 · 
EK 2012
WK 1994 · 
WK 1998 · 
WK 2002 · 
WK 2006 · 
WK 2010 · 
WK 2014
OS 1924
1922 · 
1923 · 
1924 · 
1925 · 
1926 · 
1927 · 
1928 · 
1929 · 
1930 · 
1931 · 
1932 · 
1933 · 
1934 · 
1935 · 
1936 · 
1937 · 
1938 · 
1939 · 
1940 · 
1941 · 
1942 · 
1943 · 1944 · 
1945 · 
1946 · 
1947 · 
1948 · 
1949 · 
1950 – 1990 · 
1991 · 
1992 · 
1993 · 
1994 · 
1995 · 
1996 · 
1997 · 
1998 · 
1999 · 
2000 · 
2001 · 
2002 · 
2003 · 
2004 · 
2005 · 
2006 · 
2007 · 
2008 · 
2009 · 
2010 · 
2011 · 
2012 · 
2013 · 
2014 · 
2015 · 
2016 · 
2017 ·
2018 ·
2019 ·
2020 ·
2021 ·
2022
Albanië ·
Andorra ·
Angola ·
Armenië ·
Azerbeidzjan ·
Bahrein ·
België ·
Bolivia ·
Bosnië en Herzegovina ·
Brazilië ·
Bulgarije ·
China ·
Cyprus ·
Denemarken ·
Duitsland ·
Engeland ·
Estland ·
Faeröer · 
Finland ·
Frankrijk ·
Georgië ·
Ghana ·
Gibraltar ·
Griekenland ·
Honduras ·
Hongarije ·
Ierland ·
IJsland ·
Israël ·
Japan ·
Kazachstan ·
Koeweit ·
Kosovo ·
Kroatië ·
Liechtenstein ·
Litouwen ·
Luxemburg ·
Malta ·
Moldavië ·
Montenegro ·
Nederland ·
Noord-Ierland ·
Noord-Korea ·
Noord-Macedonië ·
Noorwegen ·
Oekraïne ·
Oezbekistan · 
Oman ·
Oostenrijk ·
Polen ·
Portugal ·
Qatar ·
Roemenië · 
Rusland ·
San Marino ·
Saoedi-Arabië ·
Schotland ·
Slovenië ·
Slowakije ·
Spanje ·
Thailand ·
Tsjechië ·
Tunesië ·
Turkije ·
Verenigde Staten ·
Wales ·
Wit-Rusland ·
Zuid-Korea ·
Zweden ·
Zwitserland
IFA · A-internationals · Selecties · Bondscoaches · Noord-Iers vrouwenelftal · Brits olympisch elftal · N-Ierland U21 · N-Ierland U20 · N-Ierland U19 · N-Ierland U18 · N-Ierland U17 · N-Ierland U16
1882 – 1899 ·
1900 – 1919 ·
1920 – 1929 ·
1930 – 1939 ·
1940 – 1949 ·
1950 – 1959 ·
1960 – 1969 ·
1970 – 1979 ·
1980 – 1989 ·
1990 – 1999 ·
2000 – 2009 ·
2010 – 2019 ·
2020 – 2029
EK 2016
WK 1958 · 
WK 1982 · 
WK 1986
1921 · 
1922 · 
1923 · 
1924 · 
1925 · 
1926 · 
1927 · 
1928 · 
1929 · 
1930 · 
1931 · 
1932 · 
1933 · 
1934 · 
1935 · 
1936 · 
1937 · 
1938 · 
1939 · 
1940 · 1941 · 1942 · 1943 · 1944 · 1945 · 
1946 · 
1947 · 
1948 · 
1949 · 
1950 · 
1952 · 
1952 · 
1953 · 
1954 · 
1955 · 
1956 · 
1957 · 
1958 · 
1959 · 
1960 · 
1961 · 
1962 · 
1963 · 
1964 · 
1965 · 
1966 · 
1967 · 
1968 · 
1969 · 
1970 · 
1971 · 
1972 · 
1973 · 
1974 · 
1975 · 
1976 · 
1977 · 
1978 · 
1979 · 
1980 · 
1981 · 
1982 · 
1983 · 
1984 · 
1985 · 
1986 · 
1987 · 
1988 · 
1989 · 
1990 ·
1991 · 
1992 · 
1993 · 
1994 · 
1995 · 
1996 · 
1997 · 
1998 · 
1999 · 
2000 · 
2001 · 
2002 · 
2003 · 
2004 · 
2005 · 
2006 · 
2007 · 
2008 · 
2009 · 
2010 · 
2011 · 
2012 · 
2013 · 
2014 · 
2015 · 
2016 · 
2017 · 
2018 · 
2019 · 
2020 · 
2021 ·
2022 ·
2023 ·
2024
Albanië ·
Algerije ·
Andorra ·
Argentinië ·
Armenië ·
Australië ·
Azerbeidzjan ·
Barbados ·
België ·
Bosnië en Herzegovina ·
Brazilië ·
Bulgarije ·
Canada ·
Chili ·
Colombia ·
Costa Rica ·
Cyprus ·
Denemarken ·
Duitsland ·
Engeland ·
Estland ·
Faeröer ·
Finland ·
Frankrijk ·
Georgië · 
Griekenland ·
Honduras ·
Hongarije ·
Ierland ·
IJsland ·
Israël ·
Italië ·
Joegoslavië ·
Kazachstan ·
Kosovo ·
Kroatië ·
Letland ·
Liechtenstein ·
Litouwen ·
Luxemburg · 
Malta ·
Marokko ·
Mexico ·
Moldavië ·
Montenegro ·
Nederland ·
Nieuw-Zeeland ·
Noorwegen ·
Oekraïne ·
Oostenrijk ·
Panama ·
Polen ·
Portugal ·
Qatar ·
Roemenië ·
Rusland ·
Saint Kitts en Nevis ·
San Marino ·
Schotland ·
Servië ·
Servië en Montenegro ·
Slovenië ·
Slowakije ·
Sovjet-Unie ·
Spanje ·
Thailand ·
Trinidad en Tobago ·
Tsjechië ·
Tsjecho-Slowakije ·
Turkije ·
Uruguay ·
Verenigde Staten ·
Wales ·
Wit-Rusland · 
Zuid-Korea ·
Zweden ·
Zwitserland
Frankrijk (1982) · Oekraïne (2016) · Oostenrijk (1982) · Polen (2016)